# Badminton ai Giochi della XXV Olimpiade
Gli incontri di badminton ai Giochi della XXV Olimpiade furono disputati al Pavelló de la Mar Bella dal 28 luglio al 4 agosto 1992.

## Podi

### Uomini
| Evento                      | Oro                                      | Argento                             | Bronzo                            |
| Singolo maschile (dettagli) | Alan Budikusuma                          | Ardy Wiranata                       | Thomas Stuer-Lauridsen            |
| Singolo maschile (dettagli) | Alan Budikusuma                          | Ardy Wiranata                       | Hermawan Susanto                  |
| Doppio maschile (dettagli)  | Corea del Sud Kim Moon-soo Park Joo-bong | Indonesia Eddy Hartono Rudy Gunawan | Cina Li Yongbo Tian Bingyi        |
| Doppio maschile (dettagli)  | Corea del Sud Kim Moon-soo Park Joo-bong | Indonesia Eddy Hartono Rudy Gunawan | Malaysia Razif Sidek Jalani Sidek |

### Donne
| Evento                       | Oro                                          | Argento                       | Bronzo                                   |
| Singolo femminile (dettagli) | Susi Susanti                                 | Bang Soo-hyun                 | Huang Hua                                |
| Singolo femminile (dettagli) | Susi Susanti                                 | Bang Soo-hyun                 | Tang Jiuhong                             |
| Doppio femminile (dettagli)  | Corea del Sud Hwang Hye-young Chung So-young | Cina Guan Weizhen Nong Qunhua | Corea del Sud Gil Young-ah Shim Eun-jung |
| Doppio femminile (dettagli)  | Corea del Sud Hwang Hye-young Chung So-young | Cina Guan Weizhen Nong Qunhua | Cina Lin Yanfen Yao Fen                  |

## Medagliere
| Posizione | Paese         |   |   |   | Totale |
| --------- | ------------- | - | - | - | ------ |
| 1         | Indonesia     | 2 | 2 | 1 | 5      |
| 2         | Corea del Sud | 2 | 1 | 1 | 4      |
| 3         | Cina          | 0 | 1 | 4 | 5      |
| 4         | Danimarca     | 0 | 0 | 1 | 1      |
| 4         | Malaysia      | 0 | 0 | 1 | 1      |
| Totale    | Totale        | 4 | 4 | 8 | 16     |